# Kanakysaurus
Kanakysaurus – rodzaj jaszczurek z podrodziny Lygosominae w obrębie rodziny scynkowatych (Scincidae).

## Rozmieszczenie geograficzne
Rodzaj obejmuje gatunki występujące endemicznie na Nowej Kaledonii. 

## Systematyka
Rodzaj zdefiniował w 2004 roku międzynarodowy zespół herpetologów – Australijczycy Ross Allen Sadlier i Sarah A. Smith, Nowozelandczyk Anthony Hume Whitaker oraz Amerykanin Bauer – w artykule zatytułowanym Nowy rodzaj i gatunek żyworodnego scynka (Reptilia: Scincidae) z Nowej Kaledonii, opublikowanym w czasopiśmie „Journal of Herpetology”. Gatunkiem typowym jest (oryginalne oznaczenie) K. viviparus.

### Etymologia
Kanakysaurus (rodz. męski): nazwa Kanaky oznaczająca w językach melanezyjskich ‘Nową Kaledonię’; gr. σαυρος sauros ‘jaszczurka’. 

### Podział systematyczny
Do rodzaju należą następujące gatunki: 
- Kanakysaurus viviparus Sadlier, Whitaker, Bauer & Smith, 2004
- Kanakysaurus zebratus Sadlier, Smith, Whitaker & Bauer, 2008